# RTL9
RTL9 és una televisió de Luxemburg, que és disponible a Luxemburg, a França i a Suïssa.
Originàriament, Télé Luxembourg emetia pel canal 7 de VHF, que romangué en blanc i negre fins a setembre de 1979, quan passà a emetre en color SECAM fins a l'accident del transmissor de Dudelange el 31 de juliol de 1981. Aleshores, l'antena es va reformar i fou reorientada cap a Alemanya, tornant a emetre RTL Télévision i, al mateix temps, realitzant proves d'emissió a algunes hores del dia del futur canal RTL Plus a partir del 3 d'octubre del 1983. Així, el canal en francés RTL Télévision cessa les seves emissions al canal 7 de VHF el 31 de desembre del 1983, i el seu canal d'emissió original es transforma en el canal en alemany RTL Plus el 2 de gener de 1984.
El setembre del 1972, RTL Télé Luxembourg comença a emetre pel canal 21 d'UHF per a Lorena, part d'Alsàcia i part de Xampanya-Ardenes, ampliant la seva cobertura. El canal 21 emet en color SECAM i, a partir de 1983, abans de la substitució d'RTL Télévision per RTL Plus, per tal de diferenciar ambdós canals, inclou la denominació Canal 21 fins al 1984.
Al 1978, RTL Télé Luxembourg comença a emetre pel canal 27 d'UHF en color PAL, cobrint Bèlgica i Luxemburg. Per aquest canal, a partir del 12 de setembre de 1983, RTL Télévision inicià les desconnexions d'informatius i programes de producció pròpia per a Bèlgica. Quatre anys després, el 12 de setembre de 1987, el canal 27 se separà definitivament de l'òrbita d'RTL Télévision, adoptant la denominació RTL-TVI.

## Denominacions del canal
- Télé Luxembourg (1955-1972)
- RTL Télé Luxembourg (1972-1983)[5][6]
- RTL Télévision (1982-1991)[7]
- RTL TV (1991-1995)
- RTL9 (des de 1995)

## Directius
Presidents:
- Gust Graas: 1955–1984
- Jacques Navadic: 1984–1989
- Jean Stock: 1989–1995
- Christophe Chevrier : 1995–1997

Director d'emissió:
- Laurent Altide : des de 3 de març de 1998

Director general: 
- Claude Berda: des de 3 de març de 1998

Directors de programes :
- Claude Robert: 1955–1975
- Jacques Navadic: 1975–1984 / Jean Stock (directors conjunts) : 1981–1984
- Jean Stock: 1984–1987
- Hugues Durocher : 1987–1997
- Richard Maroko : des de 3 de març de 1998

Director de programes i operacions especials: 
- Jean-Luc Bertrand: des de 1998

Directors d'informació :
- Jacques Navadic: 1955–1984
- Jean Stock: 1984–1986
- Hugues Durocher : 1987–1997
- Jean-Luc Bertrand: des de 1998

Director de màrqueting i desenvolupament de negocis :
- Gregg Bywalski: des de 2002